# Linia kolejowa nr 729
Linia kolejowa nr 729 – pierwszorzędna, jednotorowa, zelektryfikowana linia kolejowa znaczenia państwowego łącząca posterunek odgałęźny Górki ze stacją Zajączkowo Tczewskie. Wraz z linią kolejową Górki – Zajączkowo Tczewskie ZTA umożliwia prowadzenie ruchu towarowego po tzw. magistrali węglowej z pominięciem stacji Tczew. W przeważającej części położona jest w granicach administracyjnych Tczewa i dzięki wybudowanym wiaduktom drogowym i kolejowym jej przebieg jest w całości bezkolizyjny.
Linia została w całości ujęta w kompleksowej i bazowej towarowej sieci transportowej TEN-T.